# Eneida de León
Eneida de León és una arquitecta uruguaiana.
S'ha exercit com a Presidenta del SODRE. També va participar en la restauració del Teatre Solís i en les obres de finalització de l'Auditori Nacional Adela Reta.
Al desembre de 2014, després de confirmar-se l'elecció de Tabaré Vázquez per a un nou període presidencial, es va anunciar que De León estarà al capdavant del Ministeri d'Habitatge, Ordenament Territorial i Medi ambient.